# Schachtofen von Gödenstorf
Koordinaten: 53° 12′ 54,1″ N, 10° 6′ 58,4″ O

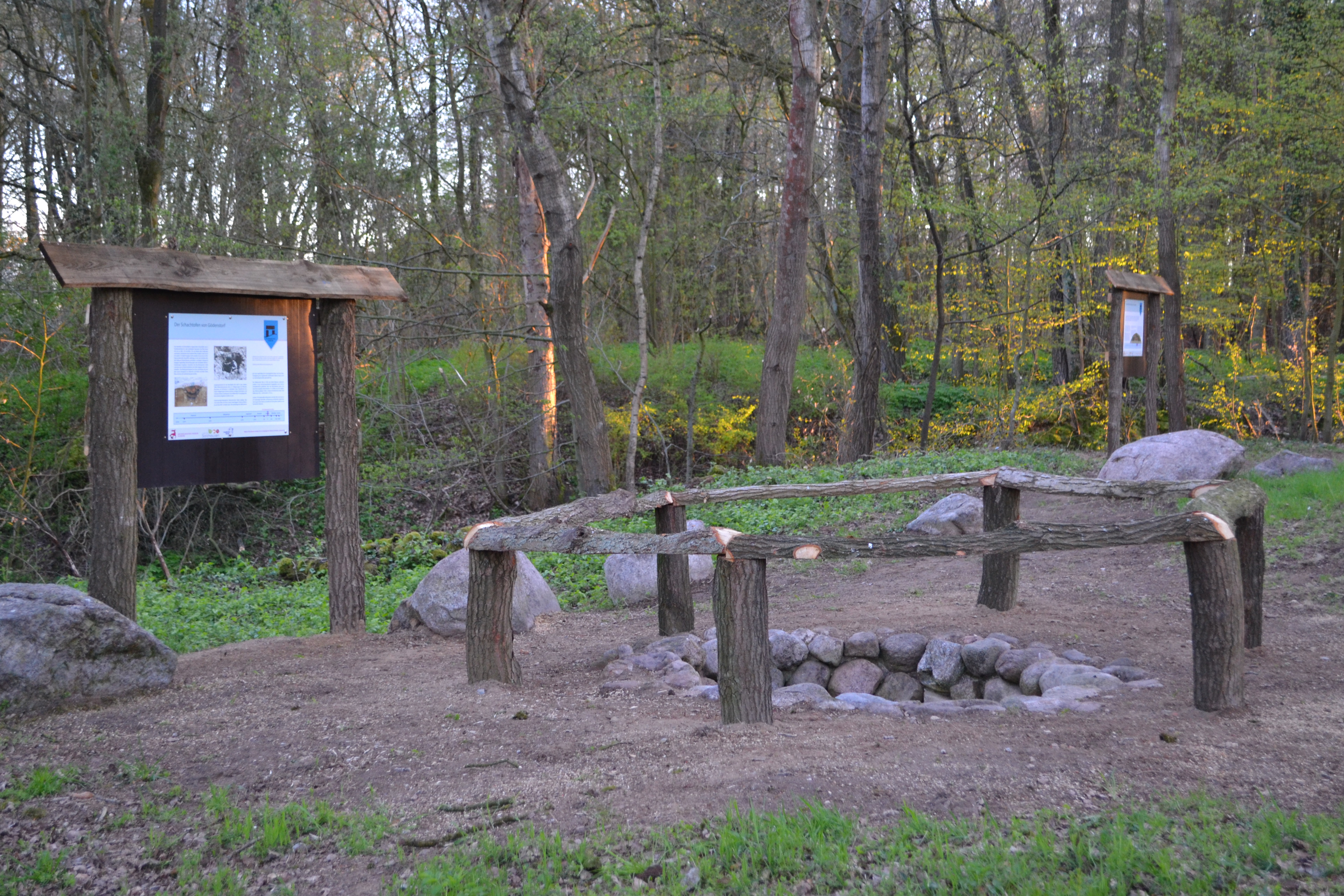
Schachtofen von Gödenstorf nach der Instandsetzung (2016)

Der Schachtofen von Gödenstorf im Landkreis Harburg in Niedersachsen wurde 1935 beim Sandabbau entdeckt und nach Meldung der Fundstelle durch das Helms-Museum Hamburg von Willi Wegewitz ausgegraben. Im Jahre 1979 wurden die Überreste des südlich von Gödenstorf gelegenen frühgeschichtlichen Schachtofens restauriert.

## Beschreibung
Südöstlich der Gemeinde Gödenstorf befindet sich in der Feldmark auf einer Geländeanhöhe eine gemeindeeigene Sandgrube. Hier wurde in den 1920er und 1930er Jahren Bausand gewonnen. Im Zuge des Sandabbaus entdeckte man im Mai 1935 Gräber aus der älteren Bronzezeit (1500–1200 v. Chr.). Der damalige Bürgermeister meldete dem Archäologischen Museum ein stark gefährdetes Hügelgrab. Bei einer umgehend eingeleiteten Besichtigung fand man insgesamt fünf zum Teil schon stark zerstörte Hügelgräber vor. Der sechste Befund, eine Steinpackung, die als das gefährdete Grab gemeldet wurde, erwies sich bei näherer Untersuchung als oberer Steinkranz eines Schachtofens.
Der Ofen wurde vom Archäologen Willi Wegewitz (1898–1996) erforscht. Die Anlage enthielt eine komplette trichterförmige Steinummantelung, die etwa 1,80 m in den Boden reichte. Der obere Rand war oval mit einem Innenmaß von 1,80 m auf 1,55 m. Der Boden besaß eine eher rechteckige Form (0,92 × 0,83 m).
Nach der Entfernung einer etwa 30 cm starken Humusschicht traf man auf rotgebrannte Lehmbrocken, bei denen sich an einigen sogar noch Abdrücke von Flechtwerk nachweisen ließen – Teile einer obertägigen Lehmdecke. Die weitere Füllung des Ofens bestand bis zu einer Tiefe von 1,40 m aus Lehmschutt, der von einer Brandschicht abgelöst wurde, die bis zum untersten Steinkranz und zum anstehenden Boden reichte. Diese Schicht enthielt lockere, schwarze, kohlehaltige, fettige Erde, in der sich auch ganze Holzkohlestücke sowie ein Teil eines verbrannten Hirschgeweihs fanden. Außerdem lagen im Brandschutt Stücke einer älteren Lehmdecke, die belegen, dass der Ofen für mindestens zwei Brennvorgänge genutzt wurde. Der obere Teil des Steinkranzes, bestehend aus vier bis fünf Lagen unbearbeiteter Feldsteine, zeigte keinerlei Brandspuren. Hingegen waren die unteren Steine bis auf eine Höhe von 0,40 m über dem Boden schwarz gebrannt.
An Funden konnten außer dem verbrannten Geweihrest noch vereinzelte Scherben geborgen werden, die eine Datierung in das 1. Jahrhundert n. Chr. zulassen.
Auf der alten Beschilderung ist der Ofen von Gödenstorf noch nach der ursprünglichen Interpretation des Ausgräbers als Backofen angesprochen. Nach alter Interpretation diente der Ofen zum Rösten, Trocknen (Darre) oder Backen von Fladenbrot. Nach heutiger Lehrmeinung handelt es sich definitiv um ein technisches Denkmal zur Herstellung von Branntkalk.
Unter Mitwirkung der Samtgemeinde Salzhausen hat das Helms-Museum den Ofen 1979 grundlegend restauriert.
Im Jahr 2016 wurde die Außengestaltung des Schachtofens samt dem benachbarten Hügelgrabe mit Unterstützung des Archäologischen Museums Hamburg und der zum Museum gehörenden AG Praktische Archäologie, der Samtgemeinde Salzhausen und dem Landkreis Harburg neu gestaltet.

## Aufbau und Verwendung von Schachtöfen
Das Herstellen von Branntkalk in sogenannten Schachtöfen ist im nördlichen Mitteleuropa, quasi von Niedersachsen bis nach Polen, ein beständiger Begleiter eisenzeitlicher Siedlungen. Die Öfen lassen sich von ca. 400 v. Chr. bis 500 n. Chr. am Rande vieler Siedlungen nachweisen, was die wichtige Bedeutung dieses Handwerkszweiges verdeutlicht. Die Bauform der einzelnen Öfen ist dabei in der Grundform stereotyp, im Detail hingegen recht variabel und von den zur Verfügung stehenden Baustoffen abhängig. So hat man in standfesten Böden häufig auf Steineinbauten verzichtet, in sandigem Untergrund hingegen regelmäßig Steineinfassungen oder komplette Steinummantelungen eingebaut. Ansonsten war die Brenngrube meist rund oder oval und leicht zylindrisch, die Tiefen sind sehr unterschiedlich. Diese Öfen sind sehr oft mehrfach benutzt worden.
Ausgangsmaterial für den Branntkalk wird wohl in den meisten Fällen Wiesenkalk gewesen sein, also Ablagerungen von Pflanzen, Muscheln und Schnecken in verlandeten Seen oder Toteislöchern. Solche Ablagerungen können zwischen wenigen Zentimetern und mehreren Metern mächtig sein. Auch Kalkknollen in mergeligen Böden scheinen abgebaut worden zu sein.
Archäologische Brennversuche zeigen, dass mit Holz in einem mehrtägigen Prozess geheizte Öfen problemlos auf 900 °C aufheizen konnten, in Spitzen bis über 1000 °C erreichte. Die archäologischen Befunde des Schachtofens zeigen auch regelmäßig durchgeglühte Steine und eine Hitzeverziegelung des umgebenden anstehenden Bodens, so dass es sich um einen Hochtemperaturofen gehandelt hat.
Den so hergestellten Branntkalk verwendete man sehr vielfältig, u. a. als Farbstoff (z. B. zum Bemalen von Alltagsgegenständen aus Ton, Holz und auch zum Tünchen von Hauswänden), als Füllmasse in eingetieften Verzierungen, für den Hausbau (Zugabe von Kalk in Baulehm), zum Bearbeiten von Rohfellen und als Enthaarungsmittel, zur Reinigung und Politur von Horn-, Bein- und Metallarbeiten, als Dünger zur Verbesserung der Bodenqualität sowie zum Bleichen und Färben.